# یخ مرده
یخ مرده یخی است که اگرچه بخشی از یک یخچال یا یخسار است، اما دیگر حرکت نمی‌کند. وقتی ذوب می‌شود، این کار را در محل انجام می‌دهد، و زمینی هولناک به نام مورن یخی مرده را پشت سر می‌گذارد که از رسوب‌گذاری رسوبات یخبندان- رودخانه‌ای و فرسایش ایجاد می‌شود. چنین ویژگی‌هایی شامل سوراخ‌های دیگچال است. مناظری که مورن‌های Veiki را در شمال سوئد و کانادا تشکیل می‌دهند، به تخریب اجسام گسترده از یخ‌های مرده نسبت داده شده‌اند.